# Prymnaster investigatoris
Prymnaster investigatoris is een zee-egel uit de familie Schizasteridae.
De wetenschappelijke naam van de soort werd in 1914 gepubliceerd door René Koehler.